# Најџел Винтерберн
Најџел Винтерберн (енгл. Nigel Winterburn; 11. децембар 1963) бивши је енглески фудбалер који је играо на позицији левог бека.
Као професионални играч пробио се у Вимблдону где је забележио преко 150 лигашких наступа. Након тога је прешао у Арсенал, где је са Тонијем Адамсом, Стивом Боулдом, Мартином Кионом и Лијем Диксоном чинио прослављену дефанзивну линију Арсенала током 1990-их. За Арсенал је одиграо 584 утакмица у свим такмичењима. Каријеру је завршио у Вест Хем јунајтеду.
За репрезентацију Енглеске наступио је два пута.

## Трофеји
Арсенал
- Прва дивизија: 1988/89, 1990/91.
- Премијер лига: 1997/98.[2]
- ФА куп: 1992/93, 1997/98.
- Лига куп Енглеске: 1992/93.
- ФА Черити шилд: 1991, 1998, 1999.
- Куп победника купова: 1993/94.

Индивидуални
- Играч сезоне ФК Арсенал: 1998/99.